# Карасёв (фамилия)
Карасёв — русская фамилия средней распространённости (не входит в список из 250 самых распространённых русских фамилий).

## Происхождение фамилии
Произошла от некрестильного имени Карась. «Рыбные» имена были очень популярны в старину и зачастую давались не по внешним признакам, а по традиции. В древнем Новгороде, как показали найденные берестяные грамоты, жили братья Линёвы с именами Сом, Ёрш, Окунь, Карась и Судак.
Карасём, Карасником называли также мастерового для размотки шёлка с кокона. 
В «Ономастиконе» С. Б. Веселовского упоминаются: Карась Тарусманов Линёв, дворянин, начало XVII в., Суздаль; Карась Манухин Евсюков, середина XVI века, Новгород.

## Донская дворянская фамилия
С. В. Корягиным описаны три донских дворянских рода:
- Карасёвы станицы Траилинской (позже Багаевской).[3]
- Карасёвы станицы Усть-Медведицкой.
- Карасёвы станицы Аксайской[4].

А. А. Карасёв: «Иван Тихонович подписывал свою фамилию не Карасевъ, а Карасовъ. Известный донской делец и писатель Иван Самойлович Ульянов, женатый на его дочери, объяснял, что дед мой производил свою фамилию не от карася (рыбы), а от татарских слов: кара и су, т.е. чёрная вода, при чём утверждал, что родоначальником этой фамилии был татарин Кара-су, поселившийся на Дону и принявший здесь православную веру».

## Особенности написания и произношения фамилии
Существует только один вариант произношения фамилии Карасёв — с ударением на последний слог, вне зависимости от того, прописана ли буква «ё» в документах.